# 出水市立出水中学校
出水市立出水中学校（いずみしりつ いずみちゅうがっこう）は、鹿児島県出水市中央町にある市立の中学校。
2023年3月1日現在約540名の生徒が在籍しており、各学年5クラスを有する

## 通学区域
以下3校の小学校区。
- 出水市立出水小学校
- 出水市立西出水小学校
- 出水市立東出水小学校

## 周辺
- 出水警察署
- 米ノ津川

## アクセス
- 肥薩おれんじ鉄道線 西出水駅から北東へ1km
- 九州新幹線 出水駅から最短距離で1.5km
- 鹿児島県道373号荘上鯖淵線沿い
- 商店街から800m

## 著名な卒業生
- 坂井宏行 - フランス料理シェフ
- 一山麻緒 - 陸上競技選手（ワコール）
- 宮田輝星 - プロ野球選手（北海道日本ハムファイターズ）